# Toreador senza paura
Toreador senza paura (El Terrible Toreador) è un corto animato della serie Sinfonie allegre, prodotto e diretto da Walt Disney.

## Trama
In una locanda della Spagna un torero difende la cameriera Carmencita dalle insistenze di un ufficiale messicano.
Spostatosi nell'arena affronta con coraggio il toro.

## Produzione
Secondo il commento contenuto nel DVD il modello per la caricatura del torero fu Disney stesso.

## Distribuzione
Uscì nei cinema statunitensi il 26 settembre 1929; in Italia arrivò nel gennaio del 1931 distribuito dalla Columbia Pictures.